# 茶颂
《茶颂》，2013年在中国大陆播出的古装剧，导演王文杰，主演罗刚、王力可、杨紫彤、陈逸恒、王焕鑫、苗雅宁。2013年10月15日中国中央电视台电视剧频道首播。

## 剧情
1840年鸦片战争之后，大英帝国打开了清帝国的国门，逐年向各地渗透，搜刮经济利益，为了占领清朝西藏的茶叶市场，英帝国挑起流血冲突，软弱无能的慈禧太后面对英帝国的强硬相逼，步步退缩，但是，思茅同知、普洱知府段子苴却不甘心西藏茶叶市场被英帝国占领，于是主动出击，化解民族矛盾，同时也巧妙避免西藏被英帝国占领。

## 演出
| 演员   | 角色       | 备注                   |
| 罗刚   | 段子苴     | 普洱知府               |
| 王力可 | 南波娅     | 普洱勐撒宣抚司掌印夫人 |
| 杨紫彤 | 乌云珠     | 满族格格               |
| 陈逸恒 | 巴图鲁     | 云贵总督               |
| 王焕鑫 |            |                        |
| 苗雅宁 | 小王子温萨 |                        |
| 刘金山 | 秦公公     | 清宫太监               |

## 電視原聲
| 曲序 | 曲目                     |      | 作曲   | 演唱者 |
| ---- | ------------------------ | ---- | ------ | ------ |
| 1.   | 《茶树的恩情》（片尾曲） | 景宜 | 张千一 | 黄琬婷 |
| 2.   | 《风花雪月歌》（插曲）   | 景宜 | 张千一 | 黄琬婷 |

## 制作
该剧在云南省普洱市景迈山取景。

## 奖项
第十三届中宣部精神文明建设“五个一工程”优秀电视剧奖

## 外部連結
《茶颂》央視專題